# 薛宅桥
薛宅桥，位于浙江省温州市泰顺县三魁镇燕水路社區，为系贯木拱廊桥，泰顺廊桥之一。2006年作为泰顺廊桥的单体之一，列入全国重点文物保护单位。

## 历史
薛宅桥始建于清咸丰六年（1856年）。桥梁全长51米，宽5.1米，单跨29.6米，距水面高10.5米。2016年，台风莫兰蒂将包括薛宅桥在内的3座泰顺廊桥冲毁，2017年使用传统技艺重建并被国际古迹遗址理事会等机构列入全球文化遗产恢复和重建案例。